# موتور يحيي بلوردي (أرزوئية)
موتور یحیی بلوردي (بالإنجليزية: Mowtowr-e Yahya Belverdi)‏ هي منطقة سكنية تقع في إيران في Arzuiyeh Rural District.